# 25 de dezembro na Igreja Ortodoxa

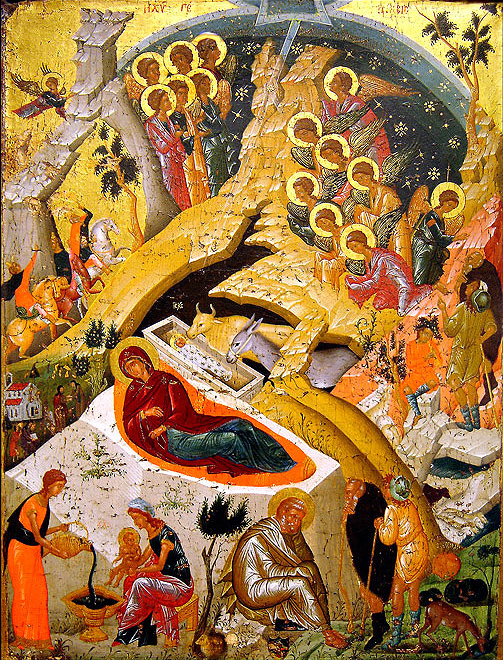
Ícone bizantino do Nascimento de Jesus, guardado no Museu Bizantino e Cristão.

Esta página trata das comemorações relativas ao dia 25 de dezembro no ano litúrgico ortodoxo.
A existência de dois calendários deixa a porta aberta para duas datas diferentes relacionadas com a celebração do Natal, sendo que os seguidores do Novo calendário (Roménia, Grécia, etc...) celebram o Natal no dia 25 de Dezembro e os seguidores do antigo calendário comemoram no dia 7 de Janeiro (Rússia, Ucrânia, etc...).

## Festas
- A Natividade segundo a carne de nosso Senhor, Deus e Salvador Jesus Cristo[1][2][3][4]
- A Adoração dos Magos[2][5]
- Adoração dos Pastores e Anunciação aos Pastores[2]

## Santos
- Santa Eugênia de Roma (c. 258)[6]
- Santa Anastácia de Sírmio (c. 304)[6]
- Santa Adalsíndis, freira na Abadia de Marchienne (c. 715)[6]
- Santa Alburga de Wilton (Æthelburh, Alburga), membro da casa real de Wessex, Abadessa da Abadia de Wilton (810)[6]
- Massacre do Monge-Mártir Jonas com 50 outros e 65 leigos do Mosteiro de São Trifão de Pechenga (1589)[2][7]
- Novo Hieromártir Miguel (1930)[8]